# 1476
1476 (MCDLXXVI) var ett skottår som började en måndag i den julianska kalendern.

## Händelser

### Januari
- Januari – Stillestånd sluts med ryssarna i januari detta år (eller december 1475), vilket avslutar kriget med Ryssland.

### Mars
- 2 mars – Slaget vid Grandson i Schweiz, som betecknas som inledningen på nya tidens krigskonst, utkämpas mellan schweizare och burgunder.

### Okänt datum
- Ivar Axelsson (Tott) erkänner att han fått Gotland i förläning av Danmark.
- Johan von Wolthusen dör och svenskarnas orsak till intervention i Livland försvinner.
- Svenska och danska rådsdelegater diskuterar villkor för en ny union i Kalmar.
- Ett antal svenska rådsherrar sammanträffar med Kristian I och lovar att föra hans talan på nästa svenska riksdag.
- Visby upphör att vara hansestad.
- Valakiet under ledning av Vlad III Dracula besegras av det Osmanska riket under befäl av sultan Mehmed II.

## Födda
- 28 juni – Paulus IV, född Giovanni Pietro Caraffa, påve 1555–1559.
- Louise av Savojen, fransk regent.

## Avlidna
- 26 april – Simonetta Vespucci, kallad la bella Simonetta, berömd italiensk skönhet.
- 6 juli – Johannes Müller (även känd som Regiomontanus), tysk matematiker och astronom.